# Alsodes montanus
Alsodes montanus là một loài ếch trong họ Leptodactylidae.
Nó được tìm thấy ở Chile và có thể cả Argentina.
Các môi trường sống tự nhiên của chúng là vùng cây bụi ôn đới và sông. Loài này đang bị đe dọa do mất môi trường sống.